# Józef Kus
Józef Kus (ur. 1949 w Malborku, zm. 12 października 2013 we Wrocławiu) – malarz, rzeźbiarz, grafik, twórca ekslibrisów.
Ukończył Ognisko Kultury Plastycznej w Malborku. Po przeprowadzce do Wrocławia kontynuował naukę w Państwowym Ognisku Kultury Plastycznej, które ukończył w 1978 r. Jest uczniem Janusza Halickiego i Andrzeja Żarnowieckiego. Od końca lat 70. jest członkiem Grupy „RYS”. W dorobku posiada liczne ekslibrisy linorytnicze. Swoje prace wystawiał w kraju i za granicą prezentując głównie malarstwo, ale i także ekslibris, m.in. wystawa malarstwa i grafiki we Wrocławiu w 1978 r., malarstwa i ceramiki (Wrocław, 1981), „Ekslibris Wrocławski” Wrocław 1978, wystawie Grupy „RYS” we Wrocławiu i Eberswalde (Niemcy) w 1978 r. oraz we Wrocławiu w 1980 r.